# Нома (болест)
Нома је  орофацијална гангрена, која се углавном јавља код неухрањене деце ослабљене болешћу и која живе у земљама у развоју. Ово путридно обољење започиње на слузокожи образа, код угла усана, појавом мехурића испуњених мутним садржајем, чијим прскањем настаје сиво-зелена улцерација. У овој фази болести појављује се инфилтрат који захватају читаву дебљину образа. На кожи изнад инфилтрата се уочава нејасно ограничена црна мрља. Неколико дана касније настаје гнојно распадање које захвата целу страну лица, очне капке и нос. Није поштеђена ни вилична кост која се размекшава и распада у виду секвестара, остављајући тешке дефекте. И поред велике деструкције ткива, болест није праћена болом.
Лечење акутног облика номе спада у секундарну здравствену заштиту, и у почетној, краткој, неспецифичној фази заснива се на терапији антибиотицима, који имају задатак да спрече развој гангрене лица.  
Смртност од номе је висока, а преживели имају такве деформитете лица да су често одбачени из друштва и породичног живота. Иако је болест позната од антике, епидемиологија, патофизиологија и етиологија болести и даље су предмет дебате.

## Историја
Нома је вишевековни пратилац човечанства. Описана од стране класичних и средњовековних аутора, болест је вековима била уобичајена у Европи и Сједињеним Америчким Државама.  Нома је 1649. године укључена у прву књигу о занемареним болестима, Arnoldus Bootius-а Medicae de Affectibus Omissis
До краја 19. века, нома је постепено нестала из европских и америчких болница због све већег благостања становништва.   Због ретког јављања  с почетка 20. века, нису направљени коначни налази о узрочницима микроорганизама све док Стјуарт 1912. године није закључио да нома није специфична инфекција, већ опортунистичка инфекција узрокована нормалном оралном флором.  Убрзо након увођења сулфонамида и пеницилина 1940-их, показало се да третман антимикробним лековима смањује смртност нома са око 85% на приближно 15%.   Пви концепт у погледу реконструктивне хирургије дефеката изазваних номом развијен је тек пре 1960-их година.

## Етимологија
Реч „нома“ је латинизовани облик класичне грчке речи νομη, која се користи да опише континуирани процес пожара или чира. Реч је изведена од глагола vεμω, пасем стоку, док сам реч  ноμη значи „пашњак“, али и „паша“. Такође у метафоричком смислу реч је коришћена у класичним временима за означавањ  континуираних процеса пожараа или чира: шумски пожар како сада кажемо. Грчки историчар Полибије (2. век пре Христа) написао је да је рана постала номом, што значи да је рана постајала све већа. А у Новом завету можемо прочитати реч „номе“ у другом писму Тимотеју 2,17 о ученицима: „њихова учења имаће пашњак као гангрену“.

## Етиологија
Нома има мултифакторску етиологију. Предуслов је неухрањеност, често повезана са екстремним сиромаштвом, али и други пратећи фактори болести и лоша орална хигијена која резултује гингивитисом.  
Неухрањеност и стање имунитета
Неухрањеност је уско повезана са имунитетом, што може довести до нутритивно стеченог синдрома имунодефицијенције.  Ово стање је нарочито распрострањено код деце која су била превремено рођена и беба мале порођајне тежине. У зависности од региона у Африци, ова деца представљају до 25% рођених. Старост почетка нома одговара нутритивном периоду рањивости који се поклапа са периодом одвикавања, при чему су деца са малом тежином посебно угрожена. Важно је да одвикавање одговара узрасту почетка ослабљујућих и имуносупресивних болести, као што је прва криза маларије или богиња.
Друштвени фактори
Друштвени фактори играју улогу у настанку номе, посебно у великим породицама у којима мајка има велики мултипаритет и неадекватан статус ухрањености. Веза између броја ранијих трудноћа и хроничне потхрањености код деце са номом сугерише да би то могло бити повезано са неухрањеношћу мајке током трудноће. Ово може повећати ризик за недоношчад или новорођенчад са малом порођајном тежином, чиме се промовише зачарани круг понављајућих инфекција и хроничне неухрањености и отвара врата за почетак нома. 
Пратеће болести
У вези са номом описане су различите болести, као што су маларија, тифус, богиње, водене богиње, туберкулоза и ХИВ инфекција.   Морбили и маларија су најчешће пријављивана обољења која претходе номи.  Ове болести се често јављају током периода одвикавања и имају озбиљне имуносупресивне ефекте.
Хигијена устију
Недовољна орална хигијена може олакшати настанак некротизирајућег гингивитиса који карактерише присуство неких пародонталних патогена и понекад резултује развојем номе.

## Клиничка слика

### Клинички знаци који претходе
Нома не почиње као процес некротизације. Претходи му мали интраорални чир, афтозна лезија или, често, акутни некротизирајући гингивитис (АНГ). АНГ карактерише спонтано крварење, улцерација гингивалних папила, бол, а понекад и сивкасте псеудомембране.  У Африци постоји висока преваленција АНГ-а код деце, која се креће од 15% до 60%, у зависности од региона и степена сиромаштва.  Развој АНГ је олакшан недостатком хигијене зуба, али постоје и докази да и само потхрањеност може довести до промена у оралној микрофлори и до АНГ.

### Едем и халитоза
Почетна тачка номе дефинише се када се поред интраоралног некротизирајућег стоматитиса појави едем лица, праћен типичном халитозом која се често сматра патогномоничном. Ова фаза је кратка и траје само неколико дана.

### Стадијум некрозе
Након појаве некротизирајућег стоматитиса и едема лица, некротизирајућа инфекција се брзо шири у року од неколико дана на интраоралну слузокожу, мишиће лица, кожу, горњу и доњу вилицу. Плавкаста промена боје коже указује на некрозу која излази на површину. Посебност ове врсте гангрене је да изгледа да има самоограничавајући карактер који се завршава добро разграниченом некрозом. У неким приликама се чини да је тело у стању да се одупре и заустави ширење гангрене у одређеној фази. Занимљиво је да се нека деца не лече и развију релативно мале лезије, док друга доживљавају огромно уништење лица упркос одговарајућем медицинском третману. Ово може бити због разлика у степену оштећења њиховог имунолошког система.

### Стадијум љуштења и зарастања
Након демаркације гангрене, некротично ткиво почиње да се љушти  У овој фази, многи пацијенти умиру због сепсе. Ако преживе и тело је елиминисало већину некротичног ткива лупањем, гнојењем или секвестрацијом, појављују се знаци зарастања рана. Током ове фазе формира се гранулационо ткиво, јавља се контрактура ране, а и слузокожа и епител почињу да расту са ивица ране преко површине гранулације. У зависности од дефекта ткива и здравља пацијента, овај процес зарастања може трајати недељама или месецима. Процес зарастања рана може довести до интраоралних стезних трака које ометају нормално отварање уста (тризмуса) и, у тешким случајевима, до фиброзне или чак коштане анкилозе темпоромандибуларног зглоба. Драматични резултат овог стања је чињеница да ће нарушити исхрану деце која су већ потхрањена.

### Секвеле
Само око 15% деце преживи акутни ном. 7 – 9 Већина преживјелих има деформитете лица и трзмус или анкилозу доње вилице, што резултира проблемима у исхрани, оралном инконтиненцијом, потешкоћама у говору и социјалном изолацијом. У каснијој доби, ове контрактуре често доводе до поремећаја раста и доводе до даљег изобличења лица и функционалног оштећења. Психолошки утицај преживелог нома може се лако разумети, али је ретко проучаван.

## Дијагноза
Анамнеза о недавној болести у комбинацији са почетком отока лица са непријатним мирисом из уста неухрањеног детета је јако индикативна.  
Развој гангрене на лицу неколико дана касније отклониће сваки траг сумње у вези са дијагнозом, али антибиотска терапија није у стању да ограничи проширење лезије у том тренутку. 

## Диференцијална дијагноза
Постоји неколико клиничких слика које могу имати сличан изглед и треба их узети у обзир, као што су Бурули чир, заушке или ангиоедем, апсцес зуба, херпетички стоматитис или локални целулитис.  
Диференцијална дијагноза акутне номе укључује:
- лепру,
- лајшманиозу,
- кожну туберкулозу,
- карцином сквамозних ћелија,
- расцеп усне,
- смицање и трауму (који се могу манифестовати као деформитети лица који опонашају ному).

## Терапија
Лечење се састоји од три главна елемента: антибиотици (амоксицилин и метронидазол); хидратација и подршка у исхрани; и лечење пратећих болести и недостатака ради спречавања смрти. Избор ових антибиотика је емпиријски, а не на основу резултата културе и утврђивања резистенције. Ови патогени нису присутни у областима где преовлађује нома. Мало се зна о присуству микроорганизама отпорних на више лекова у изузетно сиромашним заједницама у којима се јавља нома. 
Генерално, АНГ се може лечити побољшањем оралне хигијене, али ако је дете потхрањено и не може са спроводи хигијену зуба уз праћење, препоручују се антибиотици. Без лечења, АНГ може да еволуира у некротизирајући стоматитис и да доведе до уништења причвршћене слузокоже гингиве, околне оралне слузокоже и основне кости. Ова фаза захтева антибиотску терапију. Ако се не предузме никакав третман, ризик од прогресије ка номи је веома висок.
Како су честе пратеће болести  плућне и гастроинтестиналне инфекције, маларија и ХИВ, посебно у јужној Африци, оне се лече по посебним протоколима.
Обавезна је локална нега ране са честим превијањем, једноставним уклањањем мрља маказама и екстракцијом секвестара.  
Хируршко лечење номом изазваних секвела
Хируршка рехабилитација  секвела (последица) изазваних номом је усмерена на функционално и козметичко побољшање изгледа лица. Основни принцип је да се ослободи трзмус или анкилоза и да се изгубљено ткиво надокнади преношењем локалних режњева ткива, посебно када је губитак ткива значајан, из других делова тела. Ови захвати захтевају терцијарну здравствену заштиту у специјализованим здравственим установама. Тренутно на глобалном нивоу то углавном пружају невладине хуманитарне организације или европске болнице.
Друштвени утицај хируршке рехабилитације је значајан јер пружа веће шансе оболелима од номе за образовање, запослење и брак након операције.